# Fuck Me Pumps
"Fuck Me Pumps" é uma canção da cantora e compositora inglesa Amy Winehouse do seu álbum de estreia, Frank (2003). Escrita por Winehouse e Salaam Remi, a canção foi lançada no Reino Unido como o quarto e último single do álbum em 23 de agosto de 2004 sob o título "Pumps" - com "Help Yourself" como sua faixa de acoplamento - alcançando o número 65 no UK Singles Chart. Uma versão editada de rádio foi lançada para fins promocionais.
A faixa é sobre garotas estereotipadas "garimpando ouro". O termo "fuck me pumps" ou "FMPs" é uma expressão de gíria para sapatos femininos sexy, particularmente aqueles que apresentam calcanhares à mostra. Chris Willman da Entertainment escolheu "Fuck Me Pumps" como a melhor música do álbum Frank. O videoclipe de "Pumps" mostra Winehouse andando pelas ruas com um microfone usando pumps (sapatos de salto alto).

## Faixas
Reino Unido CD single
1. "Pumps"
2. "Help Yourself"
3. "(There Is) No Greater Love" (AOL Session)

## Créditos
Créditos adaptados das notas do encarte do CD "Pumps / Help Yourself".